# Newport, Minnesota
Newport är en ort i Washington County i delstaten Minnesota i USA. Orten har fått sitt namn efter Newport i Rhode Island. Enligt 2010 års folkräkning hade orten 3 435 invånare.